# 山科嗣教
山科嗣教（日语：／ Yamashina Tsugunori，1393年—1418年）是日本室町時代公家。

## 生涯
嗣教的父親是山科教興，兄長是山科家豐。嗣教的官位為正四位下右近衛中將。
嗣教幼名賀安丸。應永15年（1408年）3月9日，豐原定秋向室町幕府第3代將軍足利義滿的次子足利義嗣傳授雅樂曲蘇合時，賀安丸亦獲傳授，由此當時16歲的賀安丸拜領義嗣的偏諱，改名嗣教，並且在同年4月27日北山第由義滿加冠而元服。
同年，嗣教獲義嗣贈予染帷子、小太刀和古小袖，並且在應永20年（1413年）6月拜領義嗣每年給予其五千疋的御書，由此可以推測嗣教乃效力於義嗣。就如嗣教的祖父山科教言的日記《教言卿記》中列出的侍從一樣，｢嗣｣這種共通的偏諱可以反映出義嗣和嗣教是主從關係。
義滿死後，義嗣計劃打倒第4代將軍其兄足利義持，但是在應永23年（1416年）爆發上杉禪秀之亂，幕府認為義嗣與其有關，因此大舉捉拿義嗣及跟隨他的公家，同年10月20日，義嗣被要求出家，嗣教亦在同時出家，並且退出政界。應永25年（1418年）1月24日，義嗣遭到奉義持之命的富樫滿成殺害，同年2月13日，嗣教的親戚山科教高也在流放期間被殺。由於文獻未有嗣教的消息，所以可以推斷在同時期因連坐而死。